# Sắc, Giới
Sắc, Giới (tiếng Trung: 色，戒) là một truyện vừa (novella) của nhà văn nữ Trung Quốc Trương Ái Linh (1920-1995) xuất bản lần đầu năm 1979. Tác phẩm lấy bối cảnh là thành phố Thượng Hải trong Thế chiến thứ hai.
Tác phẩm đã được chuyển thể thành bộ phim cùng tên do Lý An làm đạo diễn. Bộ phim này là một trong những tác phẩm điện ảnh thành công nhất năm 2007 ở Trung Quốc, Đài Loan, Hồng Kông, và Hoa Kỳ.

## Tóm tắt
Trong chiến tranh Trung - Nhật lần 2, một đoàn sinh viên đại học Lĩnh Nam (Quảng Châu) phải rời khỏi khu bị chiếm đóng, chuyển đến Hương Cảng. Bối cảnh của tác phẩm vào lúc quân đội Nhật Bản chiếm đóng Trung Quốc trong Thế chiến thứ hai, xoay quanh nhóm sinh viên yêu nước chống Nhật. Với bầu nhiệt huyết tuổi trẻ và tình yêu nước, lúc đầu họ tổ chức diễn những vở kịch ái quốc, về sau các thành viên cốt cán của đoàn kịch nảy ra ý định dùng mỹ nhân kế để dụ dỗ rồi ám sát Dịch tiên sinh, một người cộng sự của Nhật. Việc chưa thành thì hai vợ chồng họ Dịch đã chuyển về Thượng Hải. Khi Hương Cảng thất thủ, đám sinh viên có dịp quay về Thượng Hải, lại được đặc vụ họ Ngô thu nạp dưới quyền lãnh đạo của cơ quan đặc vụ Quân Thống nhât của Trung Hoa Quốc Dân Đảng, tiếp tục vở kịch với mật vụ họ Dịch đang dang dở ngày trước.
Vương Giai Chi, một cô sinh viên của trường kịch nói Quảng Đông, được Ngô đặc vụ của Quốc Dân đảng giao nhiệm vụ ám sát một nhân vật thân Nhật họ Dịch trong chính phủ Uông Tinh Vệ. Sử dụng bí danh Mạch thái thái trong khi Âu Dương Linh Văn vào vai Mạch tiên sinh, chồng cô, Giai Chi đã kết bạn được với vợ ông Dịch là Dịch thái thái, và sau đó quyến rũ được ông Dịch để tìm cách thủ tiêu. Tuy nhiên, khi gần gũi xác thịt với Dịch, Giai Chi đã yêu ông.
Kết quả là, mỹ nhân Vương Giai Chi khó khăn lắm mới dụ dỗ được ngài Dịch và đưa đến tiệm kim hoàn – nơi được chọn làm địa điểm phục kích mưu sát, việc đã sắp thành, bỗng nhiên nàng đổi ý, bảo mật vụ họ Dịch chạy thoát. Mật vụ họ Dịch sau khi thoát thân bèn ra lệnh phong tỏa khu vực, bắt toàn bộ đám sinh viên yêu nước, bao gồm cả Vương Giai Chi, rồi ra lệnh hành quyết tất cả. Còn Ngô đặc vụ thì đã bỏ trốn từ trước.
Nhiều ý kiến cho rằng Trương Ái Linh đã dựa vào câu chuyện nữ điệp viên Trịnh Bình Như mưu sát Đinh Mặc Thôn để viết nên tác phẩm này.

## Nhân vật
- Vương Giai Chi/Mạch thái thái (王佳芝／麥太太)
- Dịch tiên sinh (易先生)
- Dịch thái thái (易太太)
- Quảng Dụ Dân (鄺裕民)
- Lại Tú Kim (賴秀金)
- Hoàng Lỗi (黃磊)
- Lương Nhuận Sinh (梁潤生)
- Âu Dương Linh Văn/Mạch tiên sinh (歐陽靈文／麥先生)
- Lão Ngô (吳)

## Bản dịch tiếng Việt
- Sắc, Giới, bản dịch của Phan Thu Vân, Nhà xuất bản Trẻ, tháng 1 - 2009.